# Aroldo Lindi

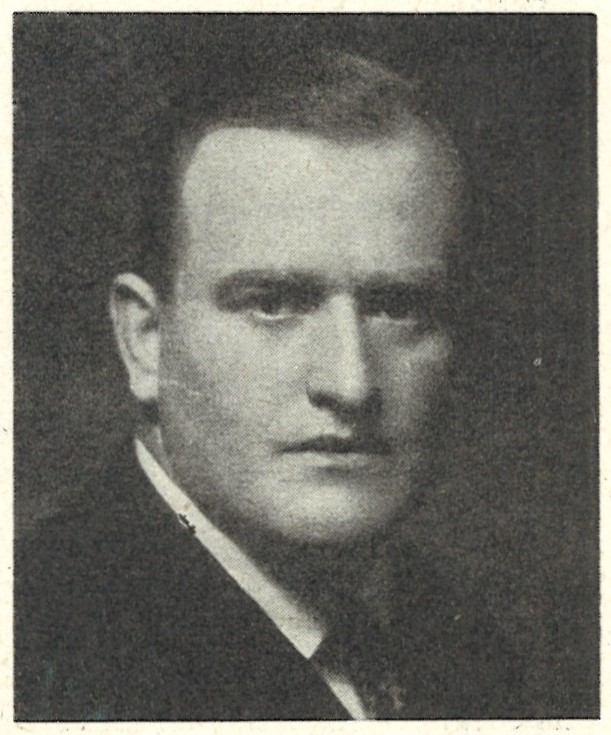
Aroldo Lindo.

Aroldo Lindi, nome d'arte di Gustav Harald Lindau (Tuna, 26 maggio 1888 – San Francisco, 8 marzo 1944), è stato un tenore svedese.

## Biografia
Tenore lirico spinto, dalla voce robusta e luminosa negli acuti, dalle recensioni del periodo dimostrò anche di essere un attore efficace. Studiò negli Stati Uniti, a Boston, dove debuttò nel 1916 nel ruolo di Radames in Aida.
Agli inizi degli anni venti si trasferì in Italia per perfezionarsi. Il debutto nei teatri italiani avvenne ad Asti nel 1922 interpretando La forza del destino. Nei cartelloni italiani appariva come Aroldo Lindau e, dopo la metà degli anni venti, con l'inizio del regime fascista e il processo di italianizzazione, il cognome fu mutato in Lindi. Nel 1923 Arturo Toscanini espresse un  giudizio positivo in una audizione per il Teatro alla Scala, dove debuttò nel 1925 in Aida con la direzione di Ettore Panizza. Per un decennio cantò nei principali teatri: Milano, Roma, Napoli, Firenze, Torino, Venezia, Verona, Palermo, Genova, oltre a Pisa, Modena, Mantova, Cremona, Lucca, Grosseto. La carriera in Italia si concluse nel 1931, quando il regime fascista proibì l'esibizione di cantanti stranieri.
Successivamente cantò a Londra, Lisbona, Madrid, Barcellona, Zurigo, Amburgo, Stoccolma, Nizza, Montecarlo, Tripoli, Il Cairo, affrontando un repertorio lirico spinto che comprendeva i ruoli di Radames, Manrico, Don Josè, Canio, Calaf, Otello.
Dal 1932 la carriera si svolse principalmente negli Stati Uniti, quasi esclusivamente nelle grandi arene o nelle sale auditorium: Los Angeles, San Francisco, New York, Cincinnati, Cleveland, Chicago, Boston. Fu più volte a New York,  ma non cantò mai al Metropolitan, mentre apparve sulle scene di Broadway e al Theatre Center.
Morì tragicamente l'8 marzo 1944, durante una tournée a San Francisco, colpito da un improvviso attacco cardiaco mentre si esibiva in Pagliacci.
Lindi ha lasciato una discografia cospicua che comprende settanta arie e canzoni, tra cui alcune incise in lingua svedese, registrate nel periodo 1925-1931 per la Columbia negli studi di Londra e Milano. Per la stessa etichetta incise anche un'edizione completa di Aida, con Giannina Arangi-Lombardi, Maria Capuana, Armando Borgioli, Tancredi Pasero, Salvatore Baccaloni e l'orchestra e il coro del Teatro alla Scala  diretti da Lorenzo Molajoli.

## Repertorio
- Vincenzo Bellini
  - Norma (Pollione)
- Giuseppe Verdi
  - Il trovatore (Manrico)
  - La forza del destino (Alvaro)
  - Aida (Radames)
  - Otello (Otello)
- Georges Bizet
  - Carmen (Don Josè)
- Camille Saint-Saëns
  - Sansone e Dalila (Sansone)
- Richard Wagner
  - Lohengrin (Lohengrin)
  - Tannhäuser (Tannhäuser)
- Giacomo Meyerbeer
  - L'Africana (Vasco De Gama)
- Giacomo Puccini
  - Tosca (Mario Cavaradossi)
  - La fanciulla del West (Ramerrez)
  - Turandot (Calaf)
- Umberto Giordano
  - Andrea Chénier (Andrea Chénier)
- Amilcare Ponchielli
  - La Gioconda (Enzo Grimaldo)
- Pietro Mascagni
  - Cavalleria rusticana (Turiddu)
- Ruggero Leoncavallo
  - Pagliacci (Canio)